# James Lee Burke
James Lee Burke (Houston, 5 de dezembro de 1936) é um escritor norte-americano mais conhecido pela série de livros do Dave Robicheaux, do gênero policial.

## Biografia
Burke nasceu em Houston, Texas, Estados Unidos, mas passou a maior parte de sua infância na costa do Golfo do Texas-Louisiana. Ele frequentou a Universidade do Estado da Luisiana e a Universidade do Missouri, recebendo o bacharelado em artes e o mestrado em literatura inglesa desta última.
Ele trabalhou em uma variedade de empregos ao longo dos anos, enquanto os livros que havia escrito foram rejeitados e os livros que ele havia publicado saíram de impressão. Em várias ocasiões, ele trabalhou como motorista de caminhão para o Serviço Florestal dos Estados Unidos, como repórter de jornal, como assistente social na rua Skid Row, Los Angeles, como agrimensor no Colorado, no sistema de desemprego do Estado da Louisiana e no programa vocacional Job Corps na Floresta Nacional Daniel Boone, no leste de Kentucky.
Ele lecionou na Universidade do Missouri como estudante de graduação, depois na Universidade da Louisiana, na Universidade de Montana e no Miami-Dade Community College, antes de se estabelecer em Wichita, Kansas, para lecionar na Wichita State University em 1978.

### Vida pessoal
Burke e sua esposa, Pearl (nascida Pai Chu), possuem uma casa em Lolo, Montana. Eles têm quatro filhos, incluindo Alafair Burke, um professor de direito e também escritor do gênero policial best-seller.

## Prêmios
Ele ganhou o Prêmio Edgar por Black Cherry Blues (1990) e Cimarron Rose (1998), e também foi presenteado com o Grand Master Award do Mystery Writers of America.

## Obras

### Série do Dave Robicheaux
1. The Neon Rain (1987)
2. Heaven's Prisoners (1988)
3. Black Cherry Blues (1989) Negro e Amargo Blues (Record, 1998)
4. A Morning for Flamingos (1990)
5. A Stained White Radiance (1992)
6. In the Electric Mist with Confederate Dead (1993)
7. Dixie City Jam (1994) Perversão na Cidade do Jazz (Record, 1993)
8. Burning Angel (1995)
9. Cadillac Jukebox (1996) Cadillac K. K. K. (Record, 2000)
10. Sunset Limited (1998) Ferrovia do Crepúsculo (Record, 2003)
11. Purple Cane Road (2000)
12. Jolie Blon's Bounce (2002)
13. Last Car to Elysian Fields (2003) Crime sem Corpo (Landscape, 2005)
14. Crusader's Cross (2005)
15. Pegasus Descending (2006)
16. The Tin Roof Blowdown (2007)
17. Swan Peak (2008)
18. The Glass Rainbow (2010)
19. Creole Belle (2012)
20. Light of the World (2013)
21. Robicheaux (2018)
22. The New Iberia Blues (2019)
23. A Private Cathedral (2020)

### Série do Billy Bob Holland
1. Cimarron Rose (1997)
2. Heartwood (1999)  O Coração da Floresta (Record, 2002)
3. Bitterroot (2001)
4. In the Moon of Red Ponies (2004)

### Série Hackberry Holland
1. Lay Down My Sword and Shield (1971)
2. Rain Gods (2009)
3. Feast Day of Fools (2011)

### Saga da Família Holland
1. Wayfaring Stranger (2014)
2. House of the Rising Sun (2015)
3. The Jealous Kind (2016)
4. Another Kind of Eden (2021)

### Outros
- Half of Paradise (1965)
- To The Bright and Shining Sun (1970)
- Two for Texas (1982)
- The Lost Get-Back Boogie (1986)
- White Doves at Morning (2002) Grtios de Liberdade (Landscape, 2004)

### Antologias
- The Convict (1985)
- Jesus Out to Sea (2007)

## Adaptações
O personagem Robicheaux foi retratado duas vezes no cinema, primeiro por Alec Baldwin e depois por Tommy Lee Jones.
- Heaven's Prisoners no Brasil: Prisioneiro do Passado (1996)
- In the Electric Mist no Brasil: As Margens de Um Crime (2009)